# Watermolen van Hackfort
De Watermolen van Hackfort is een watermolen op de Baakse Beek bij Vorden in het Nederlandse Gelderland. Het is een onderslagmolen die als korenmolen is ingericht. De molen dateert uit het jaar 1700 en staat op het gelijknamige landgoed Hackfort waar ook het Kasteel Hackfort is te vinden.
In 1952 was de molen stilgezet vanwege de slechte toestand van het rad en molengebouw. Tevens bevatte de Baakse Beek op dat moment te weinig water om de molen nog aan te kunnen drijven. Toen de molen in 1981 in handen kwam van de Vereniging Natuurmonumenten werd deze opgeknapt. Nadat in 1997 het Waterschap Rijn en IJssel ervoor gezorgd had dat er weer voldoende water door de Baakse Beek stroomde, werd in 1998 een nieuw waterrad geplaatst. Sindsdien is de molen ook als waterkrachtcentrale in gebruik d.m.v. een generator van 5 kW. En wordt er weer op vrijwillige basis graan gemalen.

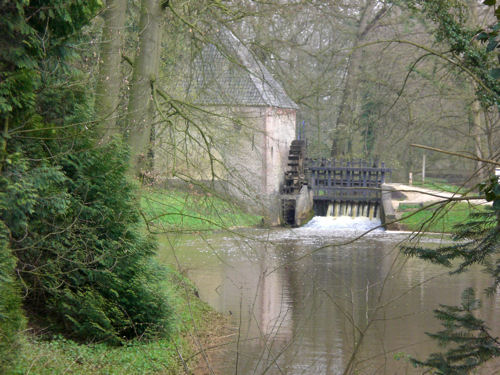
Watermolen Hackfort in Vorden
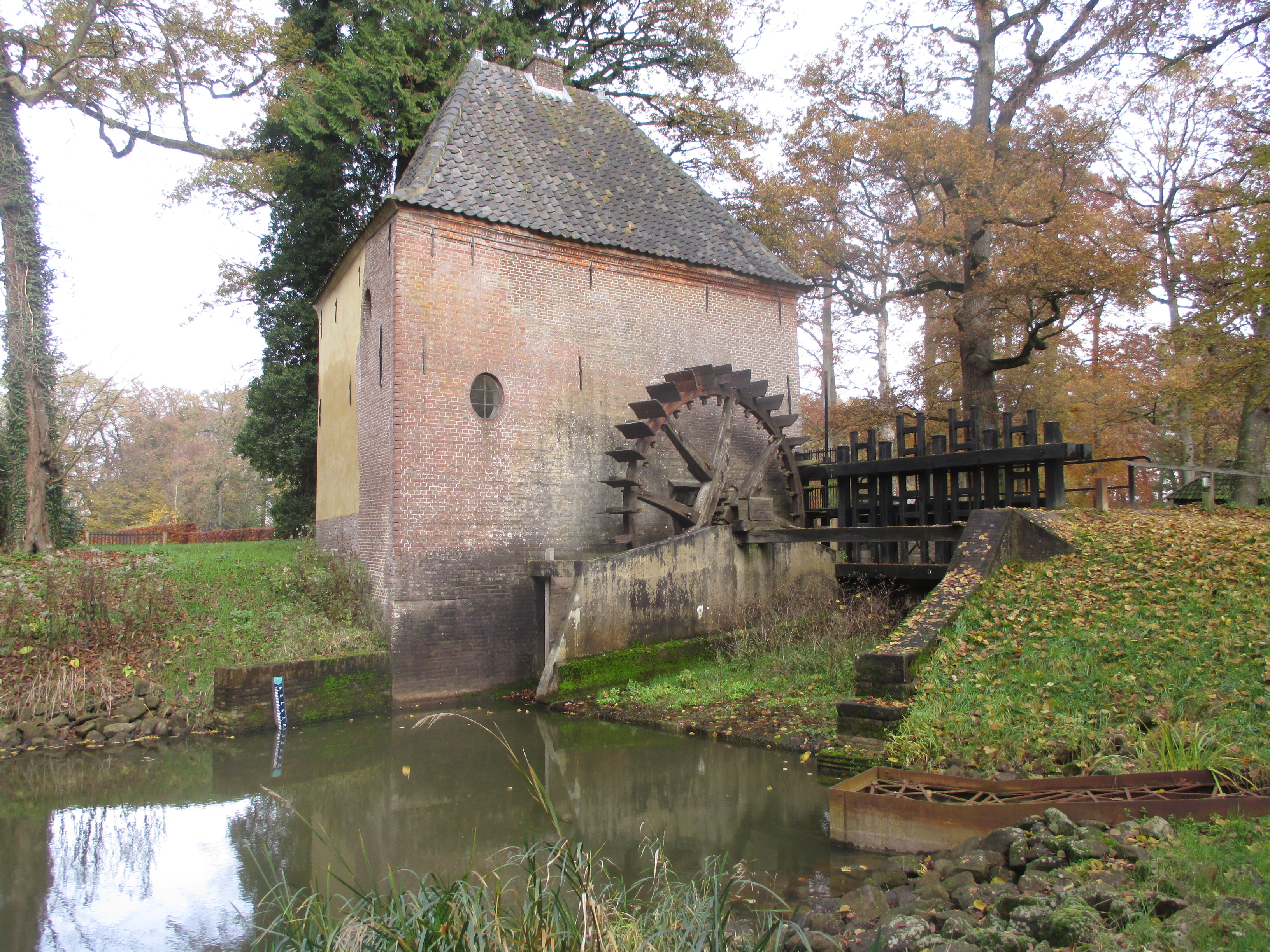
Watermolen met vistrap (rechtsonder)
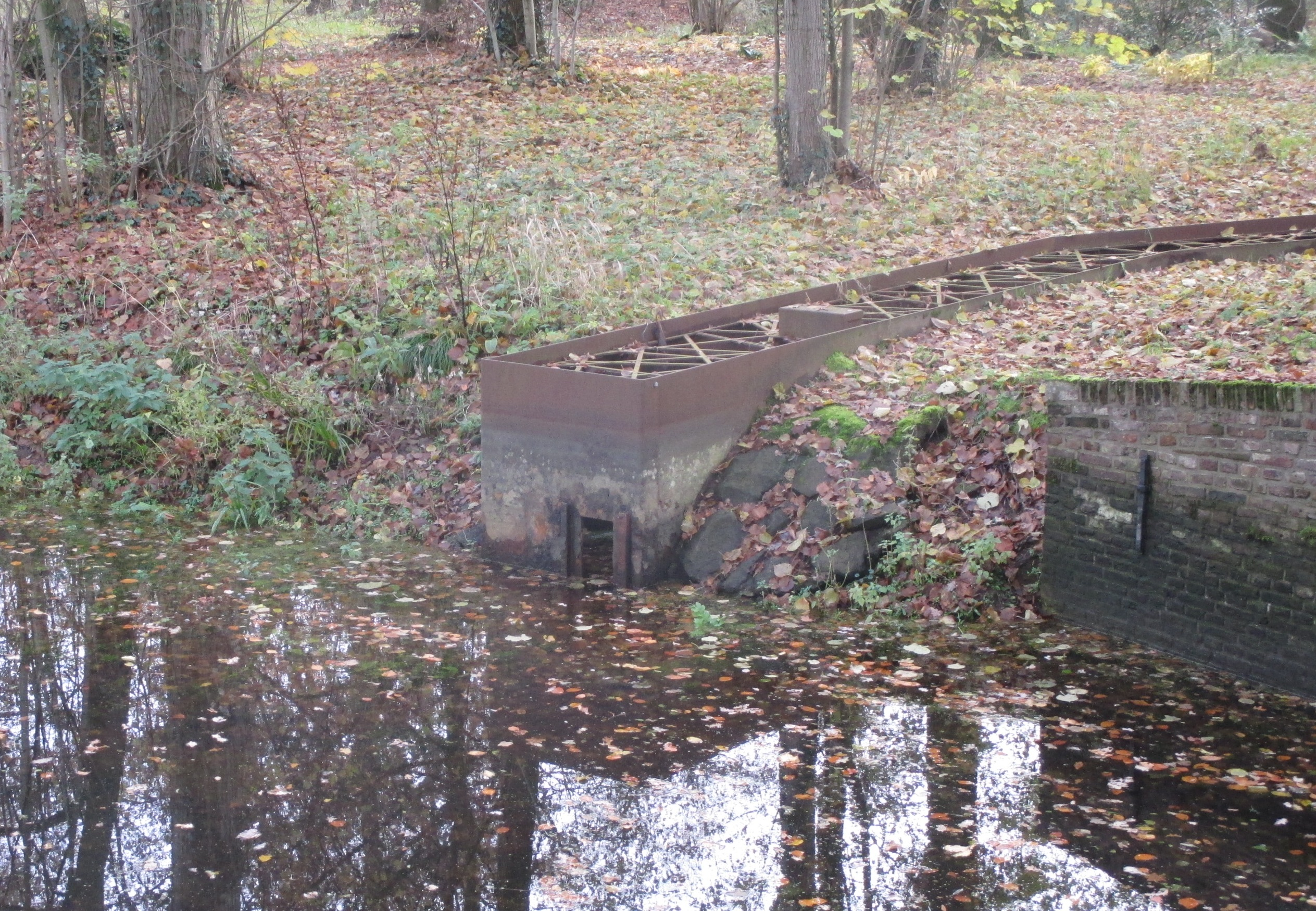
Inlaat vistrap Baakse Beek bij lage waterstand
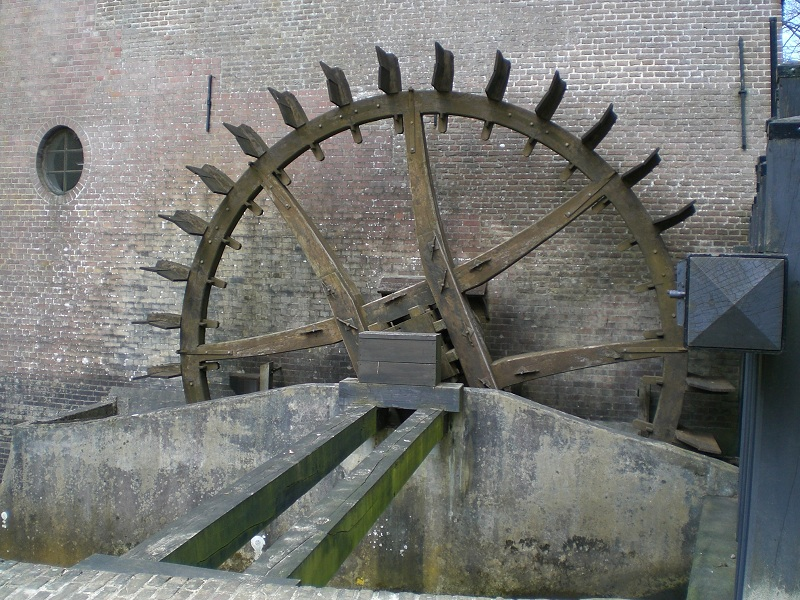
Waterrad van de watermolen
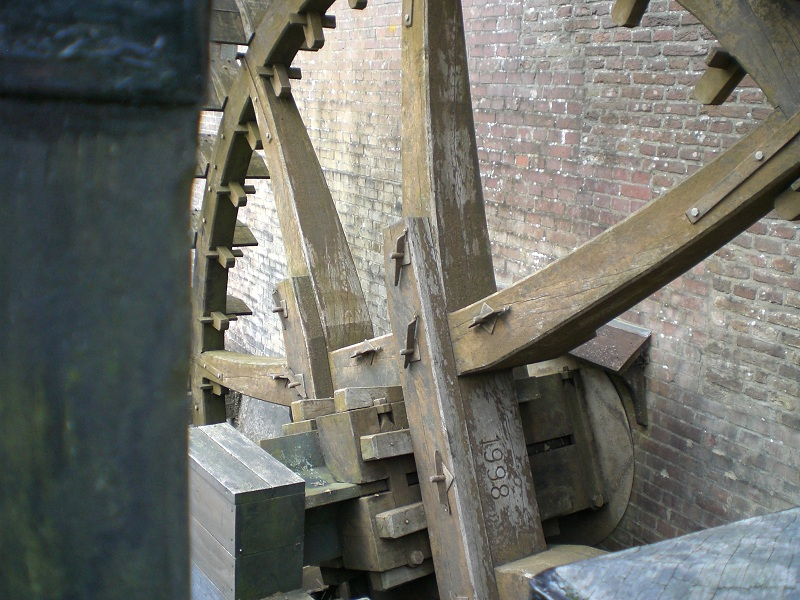
Detail van het waterrad
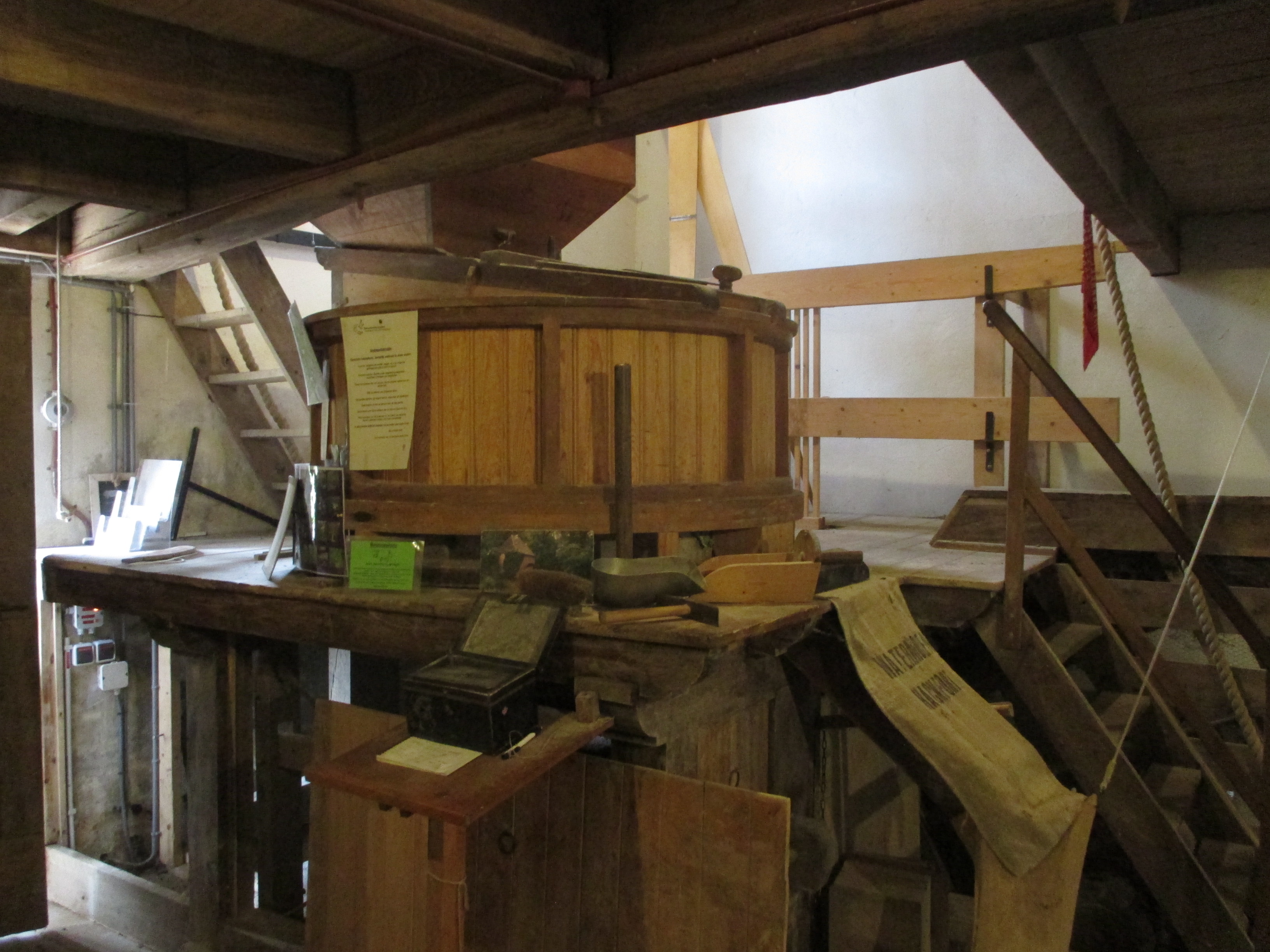
Interieur watermolen
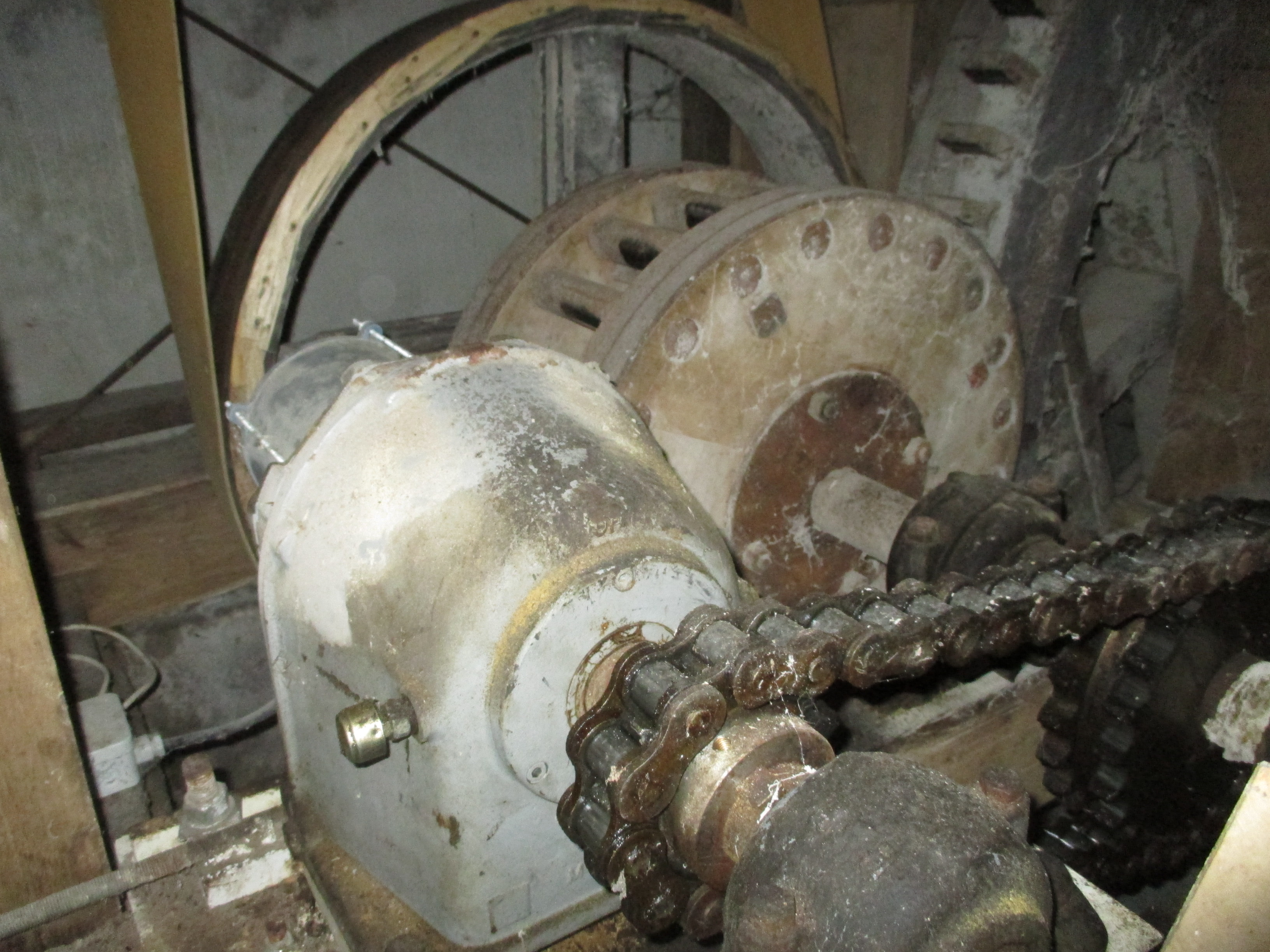
Generator (5 kW vermogen) met ketting aandrijving